# Remptendorf
Remptendorf é um município da Alemanha localizado no distrito de Saale-Orla, estado da Turíngia.

## Demografia
Evolução da população (31 de dezembro):
| - 1999: 3825 - 2000: 4340 - 2001: 4299 | - 2002: 4262 - 2003: 4225 - 2004: 4187 | - 2005: 4135 - 2006: 4069 - 2007: 4004 |

 Fonte: Thüringer Landesamt für Statistik